# Эндрюс, Мейди
Мейди Эндрюс (англ. Maidie Andrews; 27 сентября 1893 — 13 октября 1986) — английская актриса и певица, чья карьера охватывала шесть десятилетий. Она была детской актрисой, а затем сценической красавицей, игравшей в музыкальных комедиях, включая оригинальные лондонские постановки «Нет, нет, Нанетт» (1925) и «Кавалькада» (1931). В поздние годы своей карьеры снималась на телевидении и в кино.

## Ранняя жизнь
Мейди Эндрюс родилась в Камден-Тауне в Лондоне в 1893 году. Старшая из трёх детей Ады Харриет, урождённой Джадд (1873—1946) и Уолтера Эндрюса (1861—1935), в разное время работавшего перестановщиком мебели, контролёром конных автобусов и буфетчиком. Её младший брат Роберт Эндрюс, урождённый Реджинальд Фрэнк Эндрюс (1895—1976), также был ребёнком-актёром, а позже актёром театра и кино. Возможно, он наиболее известен как многолетний спутник Айвора Новелло.

## Юная звезда

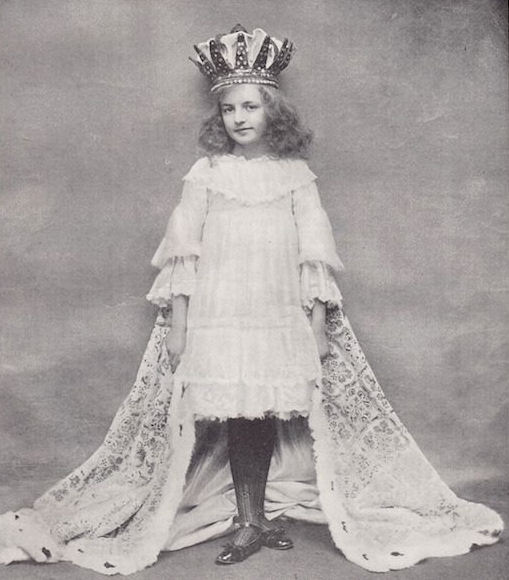
Эндрюс в роли Алисы в Алисе в стране чудес — The Tatler (Январь 1904 год)

Будучи театральной звездой детства, она дебютировала на профессиональной сцене незадолго до своего 10-летия в роли мастера Стерлинга в «Скалолазах» в Comedy Theatre в сентябре 1903 года, сыграла Алису в мюзикле «Алиса в стране чудес» в том же театре в рождественский период 1903-04 годов. О её исполнении роли Алисы критик газеты Lloyd's Weekly Newspaper написал: «Мистеру Джону Дональду, менеджеру, повезло, что он нашёл для бесхитростной Алисы такую очаровательную маленькую актрису, как мисс Мейди Эндрюс, которая вызывает интерес ко всему, что она говорит и делает.»
Играла Сисси, одну из малышек в пантомиме «Малыши в лесу» вместе с Филлис Дэр в роли Чарли в Королевском театре Бирмингема (1904-05), а в июле 1905 года она сыграла малышку Джоан в «Where the Crows Gathered» в Criterion Theatre. В начале 1907 года она гастролировала в роли второго близнеца в «Питере Пэне, или Мальчике, который не хотел взрослеть» вместе с Зеной Дэйр. Она повторила роль Алисы в детском мюзикле «Алиса в стране чудес» (1907-08) с Элис Барт в роли Герцогини и Красной Королевы в лондонском Apollo Theatre. Гастролировала в качестве Первого близнеца в 1909-10 годах в «Питере Пэне» с Полин Чейз в роли Питера. В феврале 1910 года она появилась в роли миссис Дарлинг и Первого близнеца в «Питере Пэне» в театре герцога Йоркского вместе с Гербертом Холломом, первым мужским исполнителем роли Питера Пэна.

## Карьера в театре

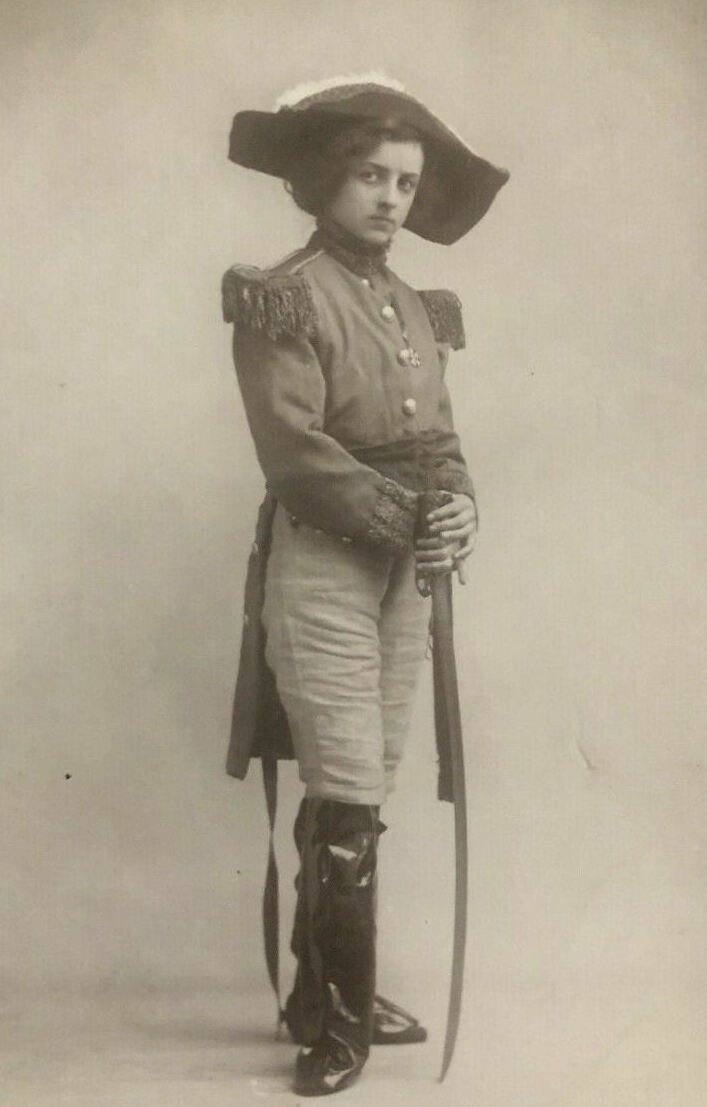
В роли второго близнеца в «Питере Пэне или мальчик, который не хотел взрослеть» (1907)

Участвовала в гастрольных турах оперетты «Граф Люксембурга» (1911—1912), в том числе в Prince's Theatre, в Бристоле; участвовала в гастролях пьесы Арнольда Беннетта «Вехи» (1912—1913); играла Джоан в музыкальной комедии «Да, дядя!» (1919) в театре Шафтсбери и гастролировала в рамках музыкальной комедии «Кузен из ниоткуда» (1922—1923).
Она была Сью Смит в оригинальной лондонской постановке «Нет, нет, Нанетт» (1925) вместе с Бинни Хейл и Джорджем Гроссмитом-младшим в лондонском театре Палас и повторила роль Сью Смит в возобновлённой постановке 1936 года с Шоном Гленвиллом на лондонском Ипподроме. В 1925 году сыграла Шарлотту в «Трёх грациях», англоязычной адаптации пьесы Легара Der Libellentanz, а в 1928 году Эндрюс сыграла в музыкальной комедии «Хорошая девочка» с Джеком Бьюкененом и Элси Рэндольф в главных ролях, и была Роуз Дарлинг в оригинальной постановке Ноэля Кауарда «Кавалькада» (1931) в Королевском театре Друри-Лейн. Эндрюс сыграла горничную Розу в оригинальной Вест-Эндской постановке музыкальной пьесы Кауарда «Разговорчики» (1934) с участием Кауарда и Ивонн Принтемпс в Театре Её Величества, а затем в Театре 44-й улицы на Бродвее, и была маркизой де Сауриоль в оригинальной Бродвейской постановке музыкального ревю Кауарда «Настрой к музыке» (1939) в Music Box Theatre. Сыграла Нэнси Коллистер в мюзикле Коула Портера «Давайте посмотрим правде в глаза!» (1943) с Ноэль Гордон и Бобби Хаусом на Лондонском Ипподроме, и играла в «Триумфальной арке» (1943—1944) в лондонском Phoenix Theatre .
Исполнила роль миссис Стирлинг в мюзикле Ноэля Кауарда Pacific 186 (1946) в компании Мэри Мартин и Грэма Пэйна. Это был первый спектакль, поставленный в Королевском театре Друри-Лейн после Второй мировой войны. Она сыграла учительницу драмы Монику Стивенс в последнем мюзикле Айвора Новелло «Слово Гэя» (1950-51) с Сисели Кортнидж и Торли Уолтерсом в Saville Theatre в Лондоне.
Эндрюс сыграла роль Тулузы в мюзикле «Свадьба в Париже» (1954) вместе с Антоном Уолбруком и Эвелин Лэй в Лондонском Ипподроме. В 1959 году она сыграла Бриджит Блэр в национальном турне фарсовой комедии «Рай для дураков», снова вместе с Кортнидж. Была Бонитой Белгрейв в оригинальной постановке мюзикла Ноэля Кауарда «На подхвате» вместе с Сибил Торндайк, Мэри Лор и труппой пожилых актрис. Премьера состоялась в Дублине 8 августа 1960 года в театре "Олимпия", а в Вест-Энде — 7 сентября того же года перед гастролями по стране.

## Телевидение и фильмы
Среди появлений Мейди на телевидении были следующие фильмы и сериалы: ITV Play of the Week (1956), документальная драма BBC «Айвор Новелло» (1956) о жизни Айвора Новелло, в сериале «Воскресное дитя» (1959); «Гилберт и Салливан: Бессмертные шуты» (1961) и в роли Флорри Мартин в эпизоде «Sing Me the Old Song» полицейского сериала «Нет убежища» (1966). Исполнила роль мисс Требелли в фильме «Симфония в двух квартирах» (1930) с Айвором Новелло.

## Поздняя жизнь
В 1939 году она жила со своей овдовевшей матерью Адой Харриет Эндрюс в Литлвик Грин в Кукхэме в Беркшире. В 1950 году она жила там же со своим старшим братом Сирилом Уолтером Эндрюсом.
Последние годы жизни Мейди Эндрюс прожила в семейном доме 37 St Mary’s Mansions, St Mary’s Terrace в Кенсингтоне. Там же и скончалась в 1986 году в возрасте 93 лет. В завещании её имущество было оценено в 158 260 фунтов стерлингов. Она никогда не была замужем.